# RealAudio
RealAudio是RealNetworks开发的专有音频格式，于1995年4月首次发布。它使用多种音频编解码器，既支持在拨号调制解调器场景使用的低比特率格式，也支持音乐场景使用的高保真格式。它也可以作为流音频格式使用，在下载的同时播放。
过去有许多網路電台使用RealAudio在互联网上实时传送节目。然而近年来，这种格式变得罕见，取而代之的是更流行的音频格式。RealAudio在2009年之前一直被BBC网站大量使用，但后来由于使用率下降而停止使用。BBC World Service是BBC最后一个使用RealAudio的网站，最终在2011年3月停止使用。